# Иогансон, Борис Игоревич
Борис Игоревич Иогансон (род. 5 марта 1974 года, Москва, СССР) — российский деятель культуры, историк искусства, кандидат искусствоведения, автор научно-исследовательских работ по сохранению историко-культурного и природного наследия страны. С 2010 по 2023 директор Государственного музея-заповедника С. А. Есенина. С 2024 — директор Музея Рерихов.

## Биография
Родился в Москве 5 марта 1974 года. 
Окончил московский лицей № 109, а затем — юридический факультет (кафедра экологического права) Международного независимого эколого-политологического университета.
В 2005 году окончил Санкт-Петербургский институт живописи, скульптуры и архитектуры имени И. Е. Репина, в 2009 году аспирантуру Научно-исследовательского института теории и истории изобразительных искусств Российской академии художеств (научный руководитель Манин Виталий Серафимович).
В 1993- 1994 гг. принимал участие в создании галереи Spider & Mouse.  
Несколько лет работал юристом в финансовых компаниях. С 1998 по 2010 год работал в Государственном музее Востока — заведующим отделом зарубежных связей, протокола и маркетинга. 
В 2006 году работал в научно-экспозиционном департаменте Немецкого исторического музея в Берлине. 
В июне 2010 года был назначен на должность директора Государственного музея-заповедника С. А. Есенина. 
В январе 2024 года стал директором Музея Рерихов в Москве.
Член Московского Союза художников, Международного совета музеев (ИКОМ), ученых советов музея С. А. Есенина, Рязанского историко-архитектурного музея-заповедника, музея-заповедника С. А. Есенина в Константиново, Правления Ассоциации литературных музеев Союза музеев России. 
Председатель ГЭК на кафедре культурологии РГУ.

### Книги

#### Автор
- Московский Союз художников. 80 лет (Москва 2012, ISBN 978-5-269-01139-4)
- Каталог коллекций Государственного музея-заповедника С. А. Есенина. Том I «Изобразительное искусство» (Рязань-Константиново 2015, ISBN 978-5-9903484-2-4)
- Ассоциация художников революционной России (Москва 2016, ISBN 978-5-906190-34-5)
- Московский союз художников. Взгляд из XXI века. Книга первая (1932—1962) (Москва 2018, ISBN 978-5-604-00552-1)
- В Россию, в Константиново, к Есенину (Рязань 2018, ISBN 978-5-86122-289-9)
- Московский союз художников. Взгляд из XXI века. Книга вторая (1962—1991) (Москва 2021, ISBN 978-5-907267-75-6)
- Московский Союз художников.1932 — 2022 (Москва 2022, ISBN 978-5-9500665-0-4)

#### Редактор
- Каталог коллекций Государственного музея-заповедника С. А. Есенина. Том II «Мемории» (Рязань-Константиново 2016, ISBN 978-5-9903484-4-8)
- Каталог коллекций Государственного музея-заповедника С. А. Есенина. Том III «Фото» (Рязань-Константиново 2018, ISBN 978-5-9903484-7-9)
- Государственный музей-заповедник С. А. Есенина. Путеводитель (Рязань, 2018, ISBN 978-5-604-20290-6)
- Каталог коллекций Государственного музея-заповедника С. А. Есенина. Том IV «Этнография» (Рязань-Константиново 2019, ISBN 978-5-604-33460-7)
- Государственный музей-заповедник С. А. Есенина. Спас-Клепиковская второклассная учительская школа. Путеводитель (Рязань, 2019, ISBN 978-5-604-33461-4)
- The S.A. Esenin State Reserve Museum. Guidebook (Konstantinovo, 2019, ISBN 978-5-9903484-9-3)
- Каталог коллекций Государственного музея-заповедника С. А. Есенина. Том V «Книги» (Рязань-Константиново 2020, ISBN 978-5-604-33467-6)
- Путеводитель по Государственному музею-заповеднику С. А. Есенина (Константиново, 2020, ISBN 978-5-604-33463-8)
- The Second-level Teachers School of Spas-Klepiky. Guidebook (Konstantinovo, 2021, ISBN 978-5-604-59900-6)
- The S.A. Esenin State Reserve Museum. Guidebook (Konstantinovo, 2021, ISBN 978-5-604-59901-3)

### Статьи
- «Художественная жизнь и политика власти в области изобразительного искусства в СССР, конец 40-х — 50-е годы XX века». Материалы конференции аспирантов НИИ теории и истории изобразительных искусств РАХ. Сб. ст. Вып. 1, 2008 г., Москва. ISBN 978-5-88451-244-3
- «Сергей Есенин и Николай Клюев в Государственном музее-заповеднике С. А. Есенина». Сборник материалов к Всероссийскому празднику поэзии Николая Клюева. 2010 г., Петрозаводск. ISBN 978-5-8430-0147-6.
- «О григорьевском портрете Сергея Есенина». Сборник научных трудов по материалам Международного научного симпозиума, посвященного 115-й годовщине со дня рождения С. А. Есенина «Сергей Есенин: диалог с XXI веком». 2011 год, Москва-Константиново-Рязань.
- «Парадоксы художественной жизни в 1930-е годы». Исторические, философские, политические и юридические науки, культурология и искусствоведение. Вопросы теории и практики. № 7(13). Часть 2. Научно-теоретический и прикладной журнал. Тамбов, 2011 г. ISSN 1997-292X
- «Особенности художественной жизни СССР сквозь призму истории Московского союза художников». Дом Бурганова. Пространство культуры. Научно-аналитический журнал. Москва, № 4, 2011 г. ISSN 2410-504X
- "Первые тридцать лет Московского союза художников (1932—1962). Мифы, реальность, парадоксы. Журнал по истории и теории искусства «Искусствознание» № 3-4, 2012 г., М., ISBN 978-5-98287-053-7.
- «Культурно-познавательный туризм на родине Сергея Есенина». «Музей», № 10, 2013 г. ISSN: 2074-9589.
- «Деятельность по сохранению и воссозданию исторического облика объектов культурного наследия федерального значения в Государственном музее-заповеднике С. А. Есенина». Материалы конференции «Менеджмент качества в сфере культуры. Опыт. Проблемы. Решения» 2013 г., Новосибирск.
- «О художественном собрании Государственного музея-заповедника С. А. Есенина». Сборник научных трудов «Сергей Есенин и искусство». Серия «Есенин в XXI веке», 2014 г. Москва-Константиново-Рязань. ISBN 978-5-9208-0451-8.
- «Большое видится на расстоянье…». Директор Государственного музея-заповедника С. А. Есенина — о его настоящем и будущем. «Есенинский вестник», выпуск № 5(10), 2014 г., Рязань.
- «Есенинский музей: путь длиною в полвека. К 50-летию создания музея». «Есенинский вестник», выпуск № 7(12), 2015 г., Рязань. ISSN 2410-504X.
- Вступительные статьи. «Есенинский вестник», выпуски № 1(6)-6(11), 2012—2015 г., Рязань. ISSN 2410-504X
- «Есенинский архив Ю. Л. Прокушева в фондах Государственного музея-заповедника С. А. Есенина (Новые поступления в ГМЗ С. А. Есенина и их этапное значение в развитии музея)». «Есенинский вестник», выпуск № 8(13), 2016 г., Рязань. ISSN 2410-504X.
- «Мировая есениниана в фондах Государственного музея-заповедника С. А. Есенина (архивы Ю. Л. Прокушева и Г. Маквея)». Сборник научных трудов «Сергей Есенин. Личность. Творчество. Эпоха. Часть II», продолжающий серию «Есенин в XXI веке», 2017 г. Москва-Константиново-Рязань. ISBN 978-5-9903484-6-2.
- «Выставочная деятельность Государственного музея-заповедника С. А. Есенина». «Есенинский вестник», выпуск № 9(14), 2017 г., Рязань. ISSN 2410-504X.
- «Главное — обладать талантом» . «Литературный клуб», 2017 г., Москва. ISSN 20742754
- «О Есенинской энциклопедии». «Есенинский вестник», Спецвыпуск № 10(15), 2017 г., Рязань. ISSN 2410-504X.
- «Портрет Сергея Есенина кисти Давида Бурлюка из архива Гордона Маквея». Альманах № 2 «Панорама искусств», 2018, Москва. ISSN 02579960.
- Вступительная статья. Государственный музей-заповедник С. А. Есенина. Путеводитель (Рязань, 2018, ISBN 978-5-604-20290-6)
- Introduction. The S.A. Esenin State Reserve Museum. Guidebook (Konstantinovo, 2019, ISBN 978-5-9903484-9-3)
- Вступительная статья. Государственный музей-заповедник С. А. Есенина. Спас-Клепиковская второклассная учительская школа. Путеводитель (Рязань, 2019, ISBN 978-5-604-33461-4)
- «Ворочусь я в отчий дом…» Знание — сила : ежемесячный научно-популярный и научно-художественный журнал. — 2020. — № 10. — С. 76-81 : фот. . ISSN 01301640
- Вступительная статья. «Есенин. Бесконечная легенда», 2020. Воронеж.  ISBN 978-5-9901844-0-4
- «Георгий Якулов. Неизвестный графический портрет Сергея Есенина». Сборник научных трудов «Сергей Есенин в контексте русской и мировой литературы. Сборник научных трудов. Выпуск VII», продолжающий серию «Есенин в XXI веке», 2020 г. Москва-Константиново-Рязань. ISBN 978-5-604-33465-2
- Intrioduction. The Second-level Teachers School of Spas-Klepiky. Guidebook (Konstantinovo, 2021, ISBN 978-5-604-59900-6)
- «Роль секции критики и искусствознания в позднесоветский период истории МОСХа». Советское искусство на переломе: от 1960-х к 1980-м. К 60-летию выставки «30 лет МОСХ» в московском «Манеже» // Коллект. монография по мат-лам научной конференции. 2-3 июня 2022 г. РАХ, Москва ISBN 978-5-604-84934-7
- «В преддверии соцреализма. АХРР». СОБРАНИЕ. Искусство и культура. № 20, июнь 2023 ISSN 26190095

## Деятельность
- Количество гостей Константинова увеличилось в 3 раза и составляет не менее 600 000 ежегодно; доходы от входной платы, продаж в сувенирном магазине и чайной увеличились в 10 раз и составляют не менее 100 млн. ежегодно; музей-заповедник стал самым посещаемым литературно-мемориальным комплексом России
- Еженедельно, с целью выявления фактов незаконного строительства, осуществляется мониторинг охранных зон, утвержденного (с режимами и регламентами) приказом МК РФ N 1449 от 30.09.19 достопримечательного места „Есенинская Русь“
- Спроектированы и построены фондохранилище, администрация, чайная, торговая лавка
- Спроектированы и восстановлены Спас-Клепиковская школа грамоты, дом священника И. Я. Смирнова, каретный двор, оранжерея, баня и амбар в усадьбе Л. И. Кашиной
- Спроектирована и действует экологическая тропа „Константиновское подгорье“
- Проведена комплексная научная реставрация всех объектов в усадьбе Есениных, часовни св. Духа, реставрация дома и ландшафтные работы в усадьбе Л. И. Кашиной
- Снесены диссонирующие постройки советского периода, введены в эксплуатацию две автостоянки на 300 машиномест, благоустроена сельская площадь
- Подготовлены реставрационные и экспозиционные проекты в домах сестер Хвощинских (Литературный музей) и А. И. Солженицына (мемориальная квартира-музей) в г. Рязань, ведется работа над проектами Туристско-информационного центра, мельницы, экологической фермы и детского центра
- В объектах музея-заповедника сделано 8 новых постоянных экспозиций
- Ежегодно проводится более 12 тыс. экскурсий и не менее 100 мероприятий — конференции, семинары, круглые столы, фестивали, спектакли и праздники, есенинские выставки в Константиново, городах России и за рубежом. В 2017—2022 годах это — Москва, Майкоп, Новороссийск, Ростов, Рязань, Богородск, Тверь, Овстуг, Кемерово, Киров, Орел, Симферополь, Кострома, Калининград, Курильск, Ясная Поляна, Вязёмы, Томская писаница, Воронеж,Санкт-Петербург, Магадан, Южно-Сахалинск, Донецк, Луганск, Якутск, Улан-Удэ, Кызыл, Варшава, Берлин, Белград, Бухарест, Мадрид, Ларнака, Братислава, Прага, София, Целье, Вена, Рим, Баку, Ташкент.
- Состав музейного фонда увеличился в полтора раза и достиг показателя более 30 тыс. предметов
- Ежегодно издаются сборники статей, путеводители, буклеты, альбомы, каталоги, музейный журнал, стихи Есенина.
- Проводятся социологические исследования, сделан фирменный стиль, сайт, аудиогиды, навигация, утверждена стратегия развития, на постоянной основе оказывается спонсорская помощь банками и организациями
- На практику приезжают студенты МГУ, ВШЭ, РГУ, Академии ФСИН, Института культурологии, работают волонтёры. Подписаны соглашения о сотрудничестве с 12 музеями и 2 вузами
- Научной библиотекой было приобретено и получено в дар более 3000 изданий
- Коллектив четыре раза был представлен на Доске почета Рязанской области (2016, 2018, 2020, 2021)

## Семья
- Иогансон, Борис Владимирович (1893—1973) — прадед, русский и советский художник и педагог, один из ведущих представителей направления социалистического реализма в живописи. Народный художник СССР.
- Иогансон, Андрей Борисович (1916—1976) — дед, русский и советский художник.
- Иогансон, Игорь Андреевич (род. 1937) — отец, российский художник, скульптор.

## Награды и почётные звания
- Медаль «В память 850-летия Москвы», 1998
- Почётная грамота Губернатора Рязанской области (2012)
- Звание Почётный работник культуры и искусства Рязанской области (2014)
- Медаль Кемеровской области „За веру и добро“ (2015)
- Занесение на Доску почёта Рязанской области (2018)
- Знак Губернатора Рязанской области „240 лет Рязанской губернии“ (2018)
- Знак Губернатора Рязанской области „125 лет со дня рождения Сергея Есенина“ (2020)
- Знак Губернатора Рязанской области „270 лет со дня рождения Германа Аляскинского“ (2021)
- Знак Губернатора Рязанской области „За борьбу с COVID-19“ на территории Рязанской области» (2022)
- МИД РФ, Министерства культуры РФ, Росгвардии и др. ведомств